# 新発田市立二葉小学校
新発田市立二葉小学校（しばたしりつ ふたばしょうがっこう）は、新潟県新発田市にある公立小学校。

## 概要

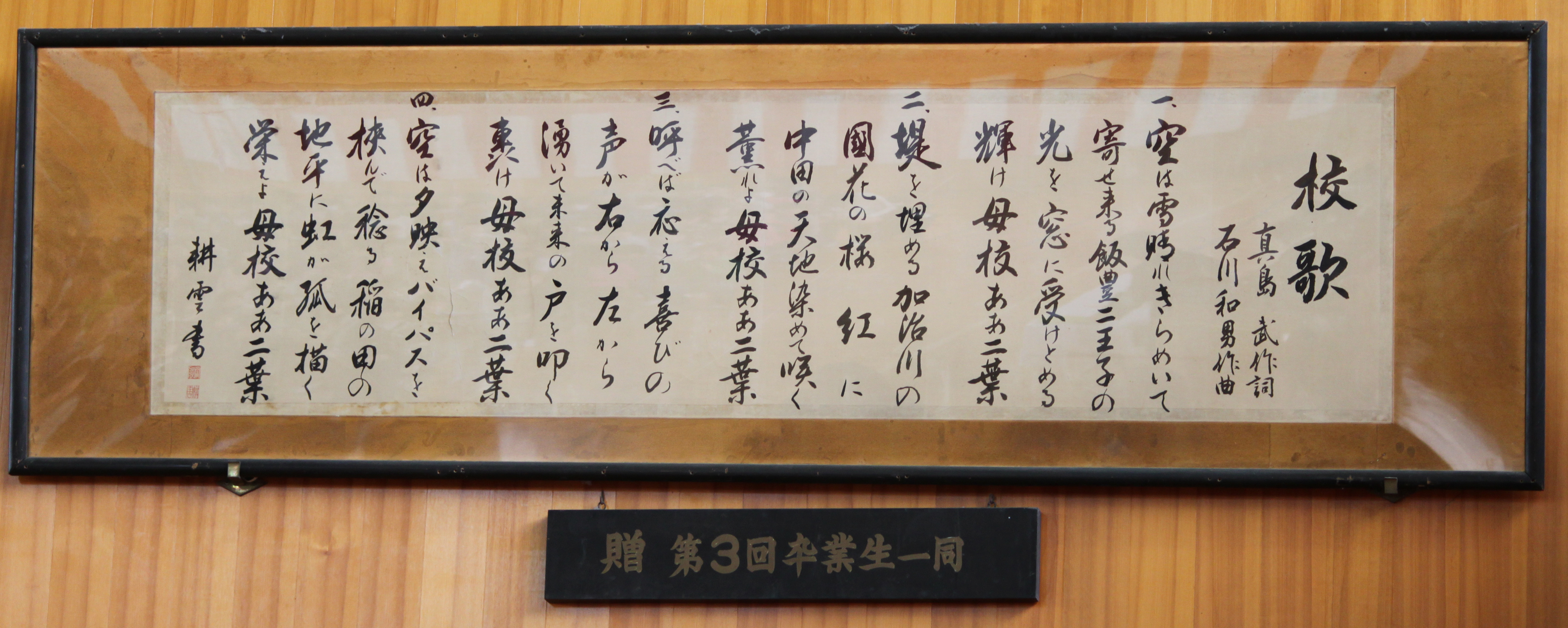
新発田市立二葉小学校校歌

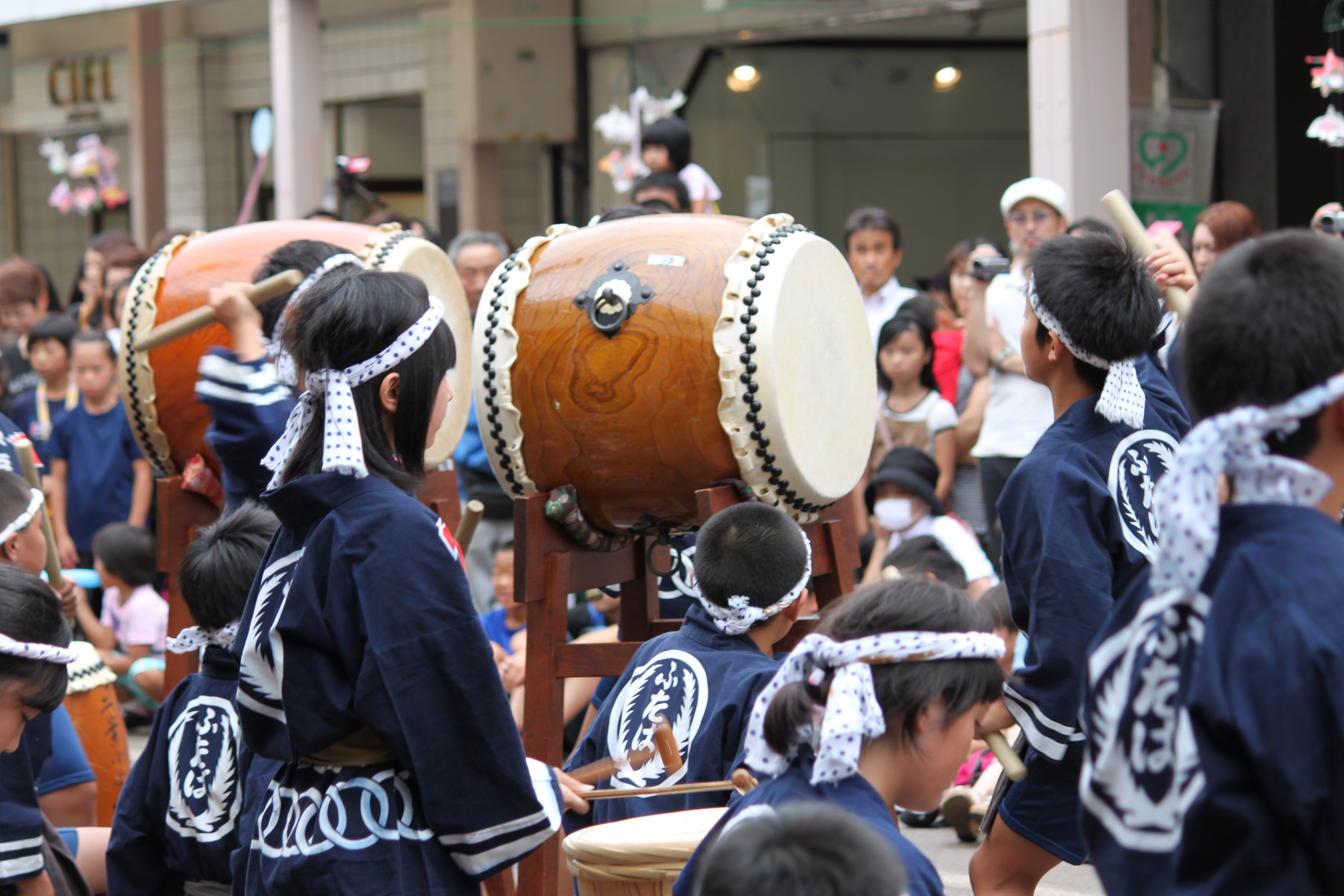
6年生から5年生へ、代々子どもたちだけで引き継がれてきた安兵衛太鼓

1964年(昭和39年)4月、中井小学校・島塚小学校が統合してスタートした。校名は「栴檀(センダン)は双葉より芳し」ということわざが由来。旧校舎は1970年(昭和45年)10月に完成。落成記念式典を同年10月17日におこなったことから、この日を創立記念日としている。その後、児童数増加にともない1984年(昭和59年)に教室棟を増設。さらなる児童数の増加から、1988年(昭和63年)に新設された東豊小学校に校区の一部が分離し、現在の二葉小学校区となった。 少子化による児童数減少への対応と校舎の老朽化のため、平成20年頃に再び統合計画が発表になったが、東日本大震災を経て状況が変わり、新しい校舎に改築することで存続することとなった。 創立50周年を迎えた2014年(平成26年)の夏休み明けから新校舎で授業開始、同年10月26日に新校舎竣工式がおこなわれた。2015年(平成27年)にはPTAが優良PTA文部科学大臣表彰を受けている。

## 所在地
- 〒957-0006 新潟県新発田市中田町3-6-1